# Aragea mizunoi
Aragea mizunoi là một loài bọ cánh cứng trong họ Cerambycidae.